# Serraca consobrinaria
Serraca consobrinaria är en fjärilsart som beskrevs av Moritz Balthasar Borkhausen. Serraca consobrinaria ingår i släktet Serraca och familjen mätare. Inga underarter finns listade i Catalogue of Life.